# Planiloricaria
Planiloricaria is een monotypisch geslacht van straalvinnige vissen uit de familie van de harnasmeervallen (Loricariidae).

## Soort
- Planiloricaria cryptodon (Isbrücker, 1971)